# Alyssa Shafer
Alyssa Shafer (Los Angeles, 10 luglio 1998) è un'attrice statunitense.
Sorella maggiore dell'attore Nick Shafer.
Ha iniziato la sua carriera ad appena 4 anni recitando nel film L'asilo dei papà con Eddie Murphy.

## Filmografia parziale
- L'asilo dei papà (2003)
- Se solo fosse vero (2005)
- Dr. House - Medical Division (House, M.D.) - serie TV, episodio 3x09 (2006)
- Happy Feet (2006) - voce
- Desperate Housewives - serie TV, 1 episodio (2009)
- Grey's Anatomy – serie TV, episodio 6x21 (2010)

## Doppiatrici italiane
- Aurora Manni in Se solo fosse vero
- Angelica Bolognesi in Happy Feet